# Дьяков, Виктор Иванович
Виктор Иванович Дьяков (11 ноября 1903, Харьков — 12 июня 1987, Алма-Ата, Казахская ССР) — советский театральный актёр, режиссёр, педагог, заслуженный артист Казахской ССР (1945).

## Биография
В 1929-1932 годах был актёром Ленинградского Красного театра. В 1932-1934 годах учился в Ленинградском государственном техникуме сценического искусства у режиссёра В. Н. Соловьёва.
В 1934-1941 годах преподавал в студии Казахского театра драмы в Алма-Атинском театральном училище.
Участвовал в Великой Отечественной войне. Был награждён орденом Красной Звезды, орденом Отечественной войны 1-й степени и медалями. В 1943 году вступил в Компартию.
После войны выступал главным образом в качестве режиссёра: в 1937—1940 и 1949—1950 годах — главный режиссёр Уйгурского музыкально-драматического театра, в 1950—1953 годах — режиссёр Казахского академического театра драмы и Государственного русского театра драмы Казахской ССР, был также директором алма-атинского ТЮЗа, работал в театрах Бреста и Ленинграда. В 1953—1963 годах работал главным режиссёром Казахского телевидения.
Поставил ряд спектаклей, в том числе «Козы Корпеш — Баян сулу» Г. М. Мусрепова, «Любовь к Родине» Ш. Салиева (оба в 1938 году), «Свадьба в Малиновке» Б. А. Александрова и Л. А. Юхвида, «Манон» К. Хасанова (оба в 1939 году, Уйгурский музыкально-драматический театр), «На дне» А. М. Горького (1947), «Не ждали» В. С. Полякова (1948, Государственный русский театр драмы Казахской ССР), «Единая семья» А. Абишева (1949, Казахский академический театр драмы), «Абай» М. О. Ауэзова и Л. С. Соболева (1963, Чимкентский областной казахский театр драмы) и другие.
Совместно с И. Саттаровым написал драму «Герип и Санам», которая была поставлена на сцене Уйгурского музыкально-драматического театра в 1941 году.